# 麥芽蒸餾法

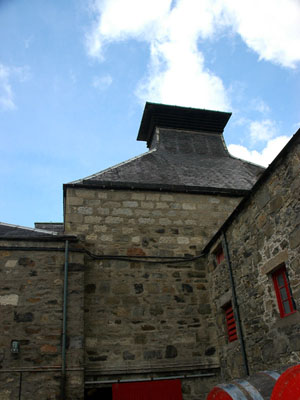
烘烤室屋頂上的寶塔狀煙囪是麥芽威士忌蒸餾廠的辨識特色之一

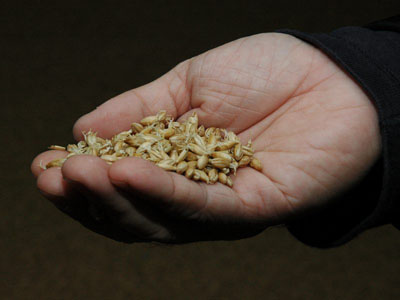
剛完成烘烤處理的麥芽

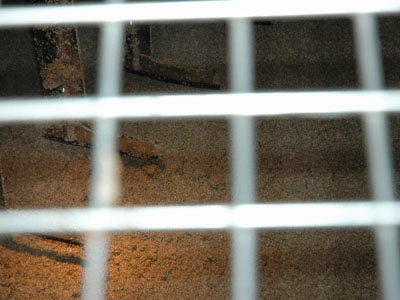
麥芽在發泡桶中攪拌溶解

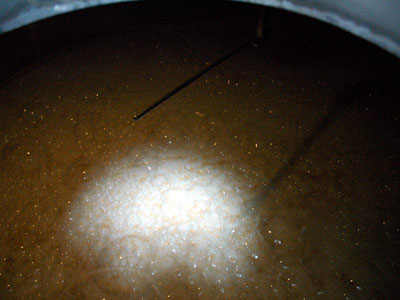
正在發酵中的麥汁產生大量的氣泡與刺鼻氣味

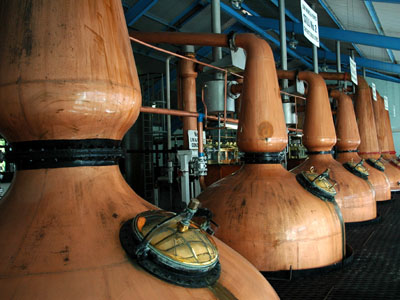
壺式蒸餾器

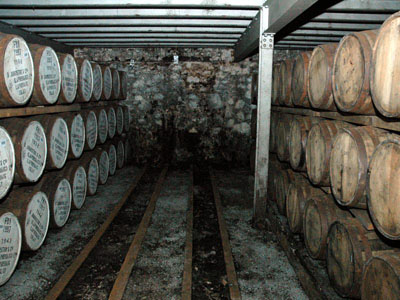
在舖地式倉庫中陳年的威士忌

麥芽蒸餾法（Malt Distilling）是一種蘇格蘭威士忌的製造工法，只以已經發芽的大麥作為原料，經發酵後，再以壺式蒸餾器進行二到三次的蒸餾，產生所要的高酒精度蒸餾酒。
雖然其他種類的威士忌有時也會使用同樣的製造方式，但此類生產方式仍以蘇格蘭麥芽威士忌的生產為大宗，其他類威士忌的做法則是大同小異。

## 製造過程
製造麥芽（Malting）
一般而言新收割的大麥其水分含量約在11-12%之間，麥芽製作的過程是先將這些新鮮的大麥浸泡在水中，讓其發芽開始產生一連串的化學變化，然後再以加溫的方式中止發芽。
浸泡（Steeping/Soaking）
目的在使大麥的含水量提升到46%以上以便讓酵素活化。雖然是個看似簡單的程序，但卻往往是麥芽製造的過程中最關鍵的一步，只要此步驟做好後頭的手續往往只是例行公事。
現代化的浸泡手續是在一種名為Saladin box的特殊容器裡面，以攝氏16度的環境進行兩階段的浸泡工作。其中第一階段的浸泡持續14小時，此時大麥裡的水含量提升到36%，中間經過24小時的通風（Air Rest），然後再開始為時12小時的第二階段浸泡。
在通風過程中，原本用來浸泡大麥的水需要放乾，再使用抽風或吹風的方式讓空氣從大麥的縫隙之間通過，以便移除二氧化碳恢復氧氣的供給。此舉有助於刺激大麥的新陳代謝，但是過度的刺激會造成高溫而傷害到發芽的過程，使用Saladin box能在過程中提供足夠的空氣以降低大麥溫度。
發芽（Germinating）
在發芽的過程中大麥會產生溫度，為了讓溫度分佈平均，需要有經驗的工人經常地翻動平舖在地面的大麥。除了傳統的手工舖地發芽（Floor Malting）之外，近年來也有些酒廠開始採用較商業規模的機械發芽，但真正考究的傳統酒廠（例如Laphroaig）卻仍堅持傳統量少但是注重風味的發芽方式。
之所以需要讓大麥發芽，主要的目的是希望能促進大麥裡面酵素（酶）這種物質的產生，酵素的存在是要將大麥裡的澱粉轉化為可供發酵的醣類非常重要的關鍵。
烘烤（Kilning）
利用爐內加熱將含水量高的青麥芽烘乾，而影響成品風味的關鍵因素在於烘烤時是使用何種燃料。傳統的高地區蘇格蘭威士忌使用當地盛產的泥炭作為烘烤時的燃料，所以這樣製作出來的麥芽威士忌擁有非常濃郁的泥炭煙燻香。但由鐵路自英格蘭運過來的煤炭也可作為烘烤時的原料，這樣的方式製作出來的威士忌在口味上較為清新，有些蒸餾廠則是在第一次烘烤時使用泥炭、第二次使用煤炭，來達到風味與經濟效益的平衡。
輾碎（Milling）
將發好芽也烘乾了的麥芽送入輾碎機裡，輾成大小適中的顆粒。
糖化（Mashing）
磨成粉後的麥芽被送進大型糖化槽（Mash Tun）中，一般會注入三股分別為攝氏63度、93度、93度的熱水，將麥芽中的澱粉轉化為含糖的液體，稱為麥汁(Wort)，經過濾後，固態的殘渣被拋棄作為飼料使用。
發酵（Fermenting）
經過冷卻後的麥汁被放入容量自1000到20,000公升不等的大型發酵槽（Washbacks）中，並且加入特定的酵母，在放置約兩天後，麥汁被轉化成一種類似啤酒的低酒精度液體（Wash）與二氧化碳。在此階段使用的酵母種類不同會明顯影響麥芽威士忌的風味，許多威士忌酒值得品味的特色，例如花香、果香等特性，都是因為酵母的選用不同而造成的。
蒸餾（Distilling）
威士忌之所以被分類為蒸餾酒而非發酵酒，最關鍵的因素當然是因為此步驟，利用酒精的沸點低於水的特性，以加熱後再冷卻的方式將酒精與水分離。第一次加熱蒸餾再冷卻後的液體其酒精度至少需要到達28%，否則將無法成功分餾，經過第二次蒸餾後的威士忌原酒，其酒精度依照蒸餾廠的不同，介於60-70%之間。
陳年（Ageing/Maturation）
如果沒有經過這道過程，那麼威士忌將只會是很普通的蒸餾酒，而不會是這麼神奇的傳統藝術。所有的威士忌都是陳封在橡木桶裡進行陳年的過程，然而，依照各蒸餾廠的特色不同，所選用的木桶造型與橡木品種卻有所差異。

## 相關名詞
橡木桶
蘇格蘭威士忌通常是使用它種酒類使用過的空桶作為陳年用的酒桶，最常使用的木桶包括美國波本威士忌酒桶與西班牙雪莉酒桶，前者是以北美白橡木（Quercus alba）製造，後者則主要以歐洲橡木（Quercus robur）為材料，當然，也有蒸餾廠是以兩種木桶拆散後的材料依照特定比例混合後重新製作出來的桶子作為酒桶。空桶之前的用途與桶身的大小也會決定成品的風味。
其中，雪莉酒由於是以葡萄為原料具有較濃厚的水果甜味，所以陳年出來的威士忌擁有較甜的果香特性與較深的色澤（例如Macallan、Glendronach等廠），而波本酒桶本身對於改變威士忌特性的功用並沒有那麼顯著，所以較能反映出大麥胚芽的原味與泥炭的煙燻味（例如Bowmore、Lapharoig與Scapa）。波本酒桶容量通常為200公升，而雪莉酒桶則為500公升，後者由於酒桶的接觸表面積/容積比例較低，所以需要較長的時間讓威士忌和橡木桶進行氣味的交換。
天使的分享（Angel's Share）
橡木是具有生命的物質，能夠讓桶內的威士忌與外界的空氣進行循環，但也因此，威士忌在存放的過程中會隨著時間的流逝而逐漸損失掉桶內的酒量。這每年2%左右的損失稱為天使的分享，而天使的分享裡所含的酒精與水份的比例，則依照酒桶儲放的環境不同而有變化，平舖方式（Dunnage）擺放的威士忌酒精強度掉落得比較快。反之，堆疊方式擺放的威士忌酒精強度雖然不易減少，但酒容量的減少卻比較快。

## 外部連結
- 蘇格蘭威士忌協會